# بریستول نوع ۱۱۸
بریستول نوع ۱۱۸ (به انگلیسی: Bristol Type 118) یک هواگرد ساختِ کارخانهٔ بریستول ایروپلین در کشور بریتانیا است . این هواگرد برای نخستین بار در ۲۲ ژانویه ۱۹۳۱ میلادی مورد استفاده قرار گرفت.